# أودومليا
أودومليا (الروسية: Удомля) هي إحدى مدن روسيا في الكيان الفدرالي الروسي تفير أوبلاست.